# Karmeliterkloster (Boppard)

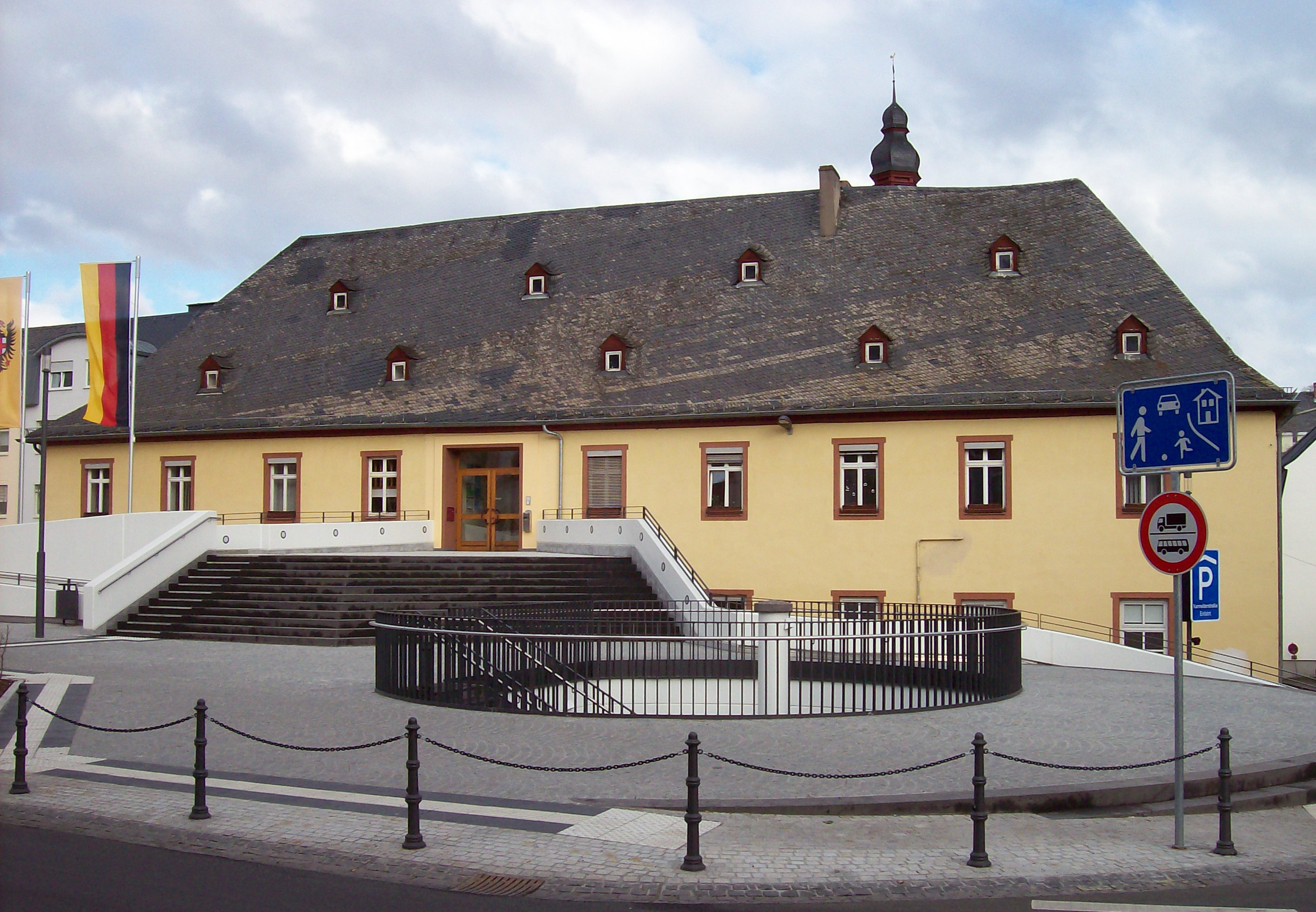
Karmeliterkloster mit dem heutigen Haupteingang zur Stadtverwaltung (2012)

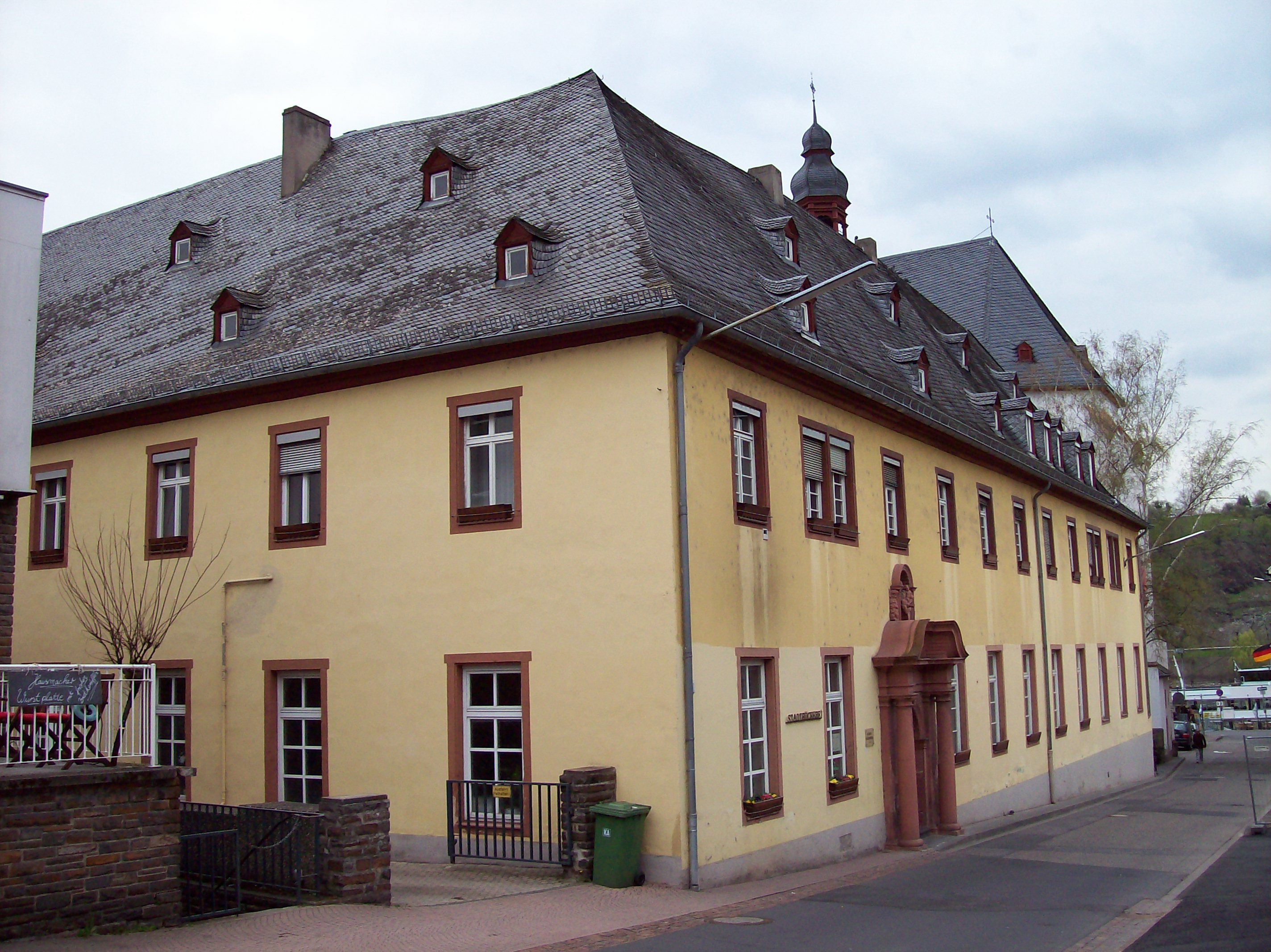
Karmeliterkloster (2010)

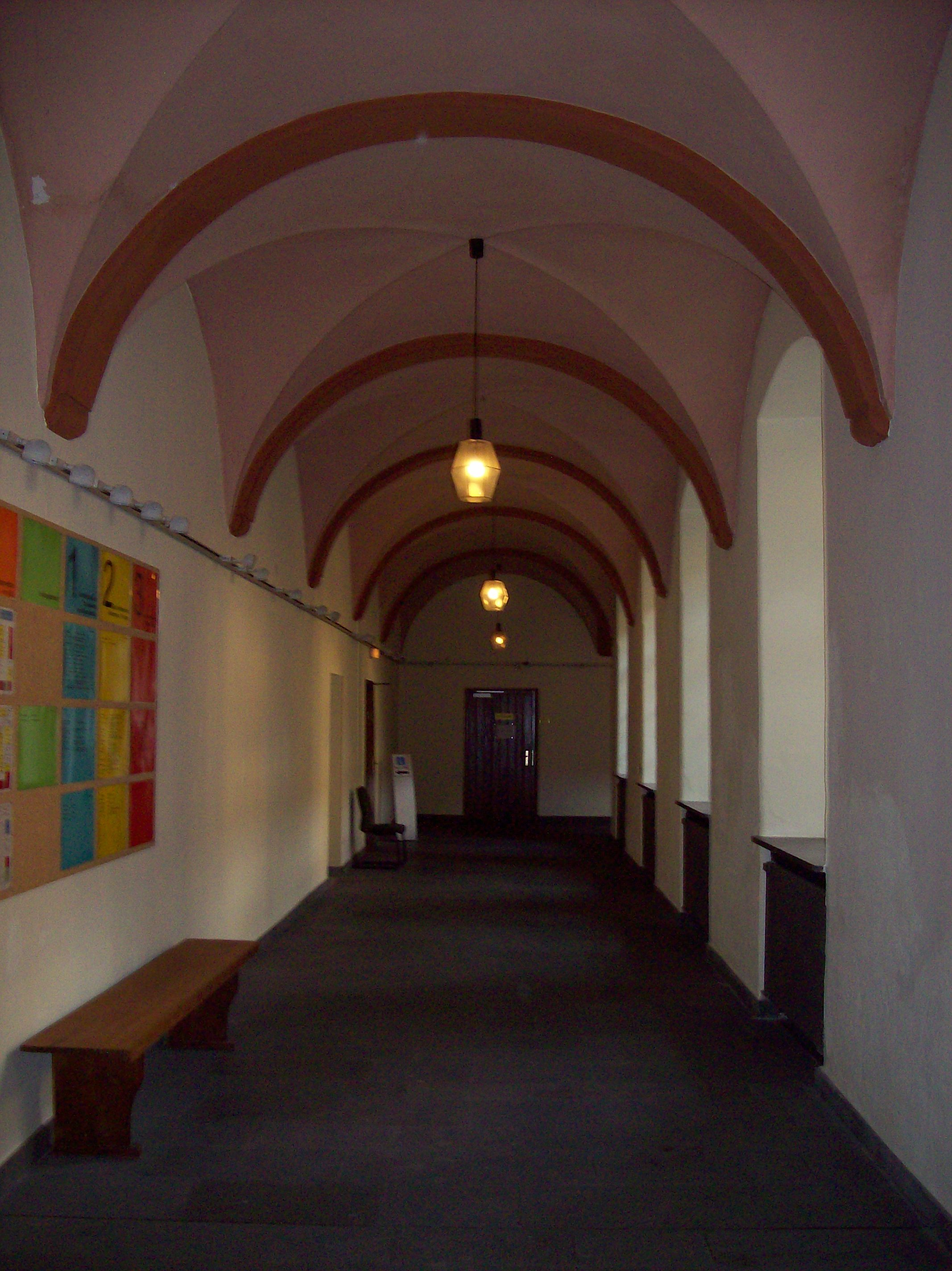
Südachse des Kreuzgangs

Das Karmeliterkloster in Boppard ist ein ehemaliges Klostergebäude aus dem 18. Jahrhundert. Ein Vorläufer dieses Klostergebäudes wurde im 13. Jahrhundert errichtet. Das Bopparder Karmeliterkloster ist somit die drittälteste Ordensniederlassung der Karmeliten in Deutschland. Das denkmalgeschützte Gebäude wird seit 1976 von der Stadtverwaltung Boppard genutzt, steht zurzeit aufgrund einer laufenden Sanierung allerdings leer.

## Lage
Das Kloster befindet sich westlich des bereits seit der Römerzeit ummauerten Stadtkerns, unmittelbar an einem heute nicht mehr existierenden Stadttor. Im Laufe des 13. Jahrhunderts wurde das Gelände im Rahmen der Ummauerung der Niederstadt in die Stadtbefestigung einbezogen. Nördlich grenzt die Klosterkirche an, während im Westen das seit dem 13. Jahrhundert existierende Krankenhaus liegt. Südlich wurde im 15. Jahrhundert, getrennt durch die Heerstraße, das kleine Hospital, der spätere Posthof errichtet.

## Geschichte
Die Geschichtsschreibung ging, aufgrund einer fehlgelesenen Grabinschrift, lange davon aus, dass eine Niederlassung der Karmeliter in Boppard bereits im frühen 12. Jahrhundert bestand. Dies wurde jedoch endgültig widerlegt. Jedoch ist von den tatsächlichen Anfängen des Klosters nur wenig überliefert. Innerhalb der ordenseigenen Altershierarchie rangierte Boppard unter den Häusern der deutschen Provinz an fünfter Stelle. Die neuzeitlichen Chronisten datierten die Gründung des Konvents gegen 1254 und die Entstehung seiner Bauten um 1260. Über den Rheinischen Antiquarius verbreitete sich das ältere Jahr bis in die jüngere Literatur. Urkundlich konnten die Bopparder Karmeliter allerdings erst für das Jahr 1262 belegt werden. In diesem Jahr wurde ihren Förderern ein päpstlicher Ablass in Aussicht gestellt, 1264 gab ihnen der Trierer Erzbischof Heinrich II. von Finstingen die Erlaubnis zur Erwerbung von Grundbesitz sowie zum Bau eines Klosters. Dessen Gelände lag unmittelbar vor einem der westlichen Tore des seit der Römerzeit ummauerten Stadtkerns. Ob dabei auf schon bestehende Räume oder sogar auf eine Kapelle zurückgegriffen werden konnte, ist unklar, da sich selbst der nachgewiesene Vorgänger der späteren Sakristei nicht mehr genau bestimmen lässt. Zu vermuten ist aber, dass die von den Karmeliten errichtete Kirche gegen 1279 wenigstens teilweise fertig war, denn ein damals bestätigter Ablass für die Besucher ihrer Altäre ging von deren inzwischen stattgefundener Weihe aus. Vollendet wurde sie vielleicht mit dem noch andauernden Weiterbau der übrigen Klosterteile. Der zeitliche Abschluss dieser Arbeiten ist jedoch ebenso wenig überliefert wie ihr gegenständliches Resultat.
Das Kloster wurde durch den städtischen Adel sowie das Bürgertum großzügig unterstützt. Durch Stiftungen und Schenkungen sicherten sich beispielsweise viele Adlige ein Begräbnisrecht in der zugehörigen Klosterkirche. Allein das so entstandene klösterliche Weingut umfasste im Jahr 1718 eine Rebfläche von knapp 4,4 Hektar. Die Bedeutung des Bopparder Konvents spiegelt sich auch in der Tatsache wider, dass hier alle 3 Jahre das Provinzkapitel der Karmeliten stattfand.
Von 1728 bis 1730 wurden baufällige Teile von Damian Lothar von Eltz-Rübenach durch einen Neubau ersetzt. Diese weiträumige, schlicht gehaltene Barockanlage wurde um einen quadratischen Innenhof mit Kreuzgang errichtet. Im Inneren der Klosteranlage befinden sich ältere Grabdenkmäler sowie zahlreiche Bildwerke.
Am 2. August 1802 wurde das Konvent durch Napoleon, in Vertretung durch den Bürgermeister Foelix, aufgehoben. Die Mönche verließen Boppard und zerstreuten sich. Die Bücher aus der wertvollen Bibliothek sowie die Urkunden des Klosterarchivs wurden entwendet und großteils zerstört.
Im Jahr 1805 wurde in dem Klostergebäude, das nun im Besitz der Stadt Boppard war, eine Lateinschule der Franziskaner untergebracht. Diese wurde 1866 zum Progymnasium erweitert, das aber schon 1906 in einen Neubau, in dem das heutige Kant-Gymnasium Boppard untergebracht ist, umgesiedelt wurde. Neben der Lateinschule bekam auch die katholische Volksschule von Boppard, die 1510 erstmals erwähnt wurde, ihre Räume im unteren Stockwerk des ehemaligen Klostergebäudes. Nach der Eingliederung der evangelischen Volksschule in die katholische im Jahr 1939 bezog sie am 30. Oktober 1941 das neue Schulgebäude „auf der Zeil“. Jedoch wurde das komplette ehemalige Klostergebäude, teils mit Unterbrechungen, bis 1952 als Schule weitergenutzt. Danach waren teils Ämter, teils Wohnungen dort untergebracht. Nachdem am 31. Dezember 1975 die Stadt Boppard als verbandsfreie Gemeinde neu gebildet wurde, wurde das Alte Rathaus zu klein. Daher zog die Stadtverwaltung 1976 in das ehemalige Karmeliterkloster. Außerdem wurde im Untergeschoss die Stadtbücherei untergebracht. Von März 2001 bis Juli 2011 war im Karmeliterkloster auch eine Beratungsstelle von donum vitae ansässig.
Beim Bau einer Tiefgarage südlich des ehemaligen Klosters wurden im Mai 2011 Gebeine von etwa dreißig Personen gefunden. Aufgrund der Nähe zum Kloster wird vermutet, dass es sich um Gräber von Mönchen handelt. Ein Rosenkranz aus Knochenperlen wurde als einzige Grabbeigabe gefunden. Anhand von in den Gräbern entdeckten Scherben konnten diese auf das 16. oder 17. Jahrhundert datiert werden. Außerdem wurde bei diesen Baumaßnahmen ein barrierefreier Zugang zum südlichen Gebäudeeingang geschaffen, der der Haupteingang zur Stadtverwaltung ist.
In den Jahren 2019 und 2020 ist eine umfassende Sanierung des Klostergebäudes mit einem Kostenvolumen von rund 7,8 Millionen € geplant, die Stadtverwaltung wird in dieser Zeit auf Ersatzimmobilien ausweichen.

## Beschreibung des Gebäudes
Von der Bauweise des ersten Klosters (13.–18. Jahrhundert) ist kaum etwas bekannt. Es befand sich an der gleichen Stelle, an der heute das barocke Kloster des 18. Jahrhunderts steht. Allerdings kann man davon ausgehen, dass die erste Klosteranlage weniger umfangreicher war. Wahrscheinlich trat das Gebäude so weit vom Brüdergraben (heute Karmeliterstraße) zurück, dass der Chor der Kirche freistand. Vermutlich war auch das Kloster nur so hoch, dass der Obergaden der Kirche freigelassen wurde.
Das Karmeliterkloster ist eine Vierflügelanlage mit jeweils zwei Geschossen. In der Mitte befindet sich ein quadratischer Innenhof mit geschlossenem, umlaufendem Kreuzgang. Im südlichen Gebäudeflügel befindet sich ein Säulenportal aus rotem Sandstein mit der Jahreszahl 1730 und der Inschrift: „CARMELUS MARIANO ELIANUS“.

## Klosterkirche
An der Nordseite des Klosters wurde um 1300 damit begonnen eine einschiffige Klosterkirche anzubauen. Diese wurde zwischen 1439 und 1444 nach Norden hin um ein Seitenschiff ergänzt. Dieses Seitenschiff erhielt eine Fensterverglasung, die heute unter anderem in Museen in den USA und Europa ausgestellt werden. Zwischen 1460 und 1470 wurde die Kirche mit einem aufwändigen, heute noch erhaltenen Chorgestühl ausgestattet. Heute gehört die Klosterkirche zur örtlichen Pfarrei St. Severus und wird von dieser für Gottesdienste genutzt.

## Denkmalschutz
Seit 2002 sind das barocke Klostergebäude und die benachbarte Karmeliterkirche Teil des UNESCO-Welterbes Oberes Mittelrheintal. Außerdem ist dieser Gebäudekomplex als eingetragenes Kulturdenkmal im Sinne des Denkmalschutz- und -pflegegesetzes (DSchG) des Landes Rheinland-Pfalz geschützt.